# Peter Kitchak

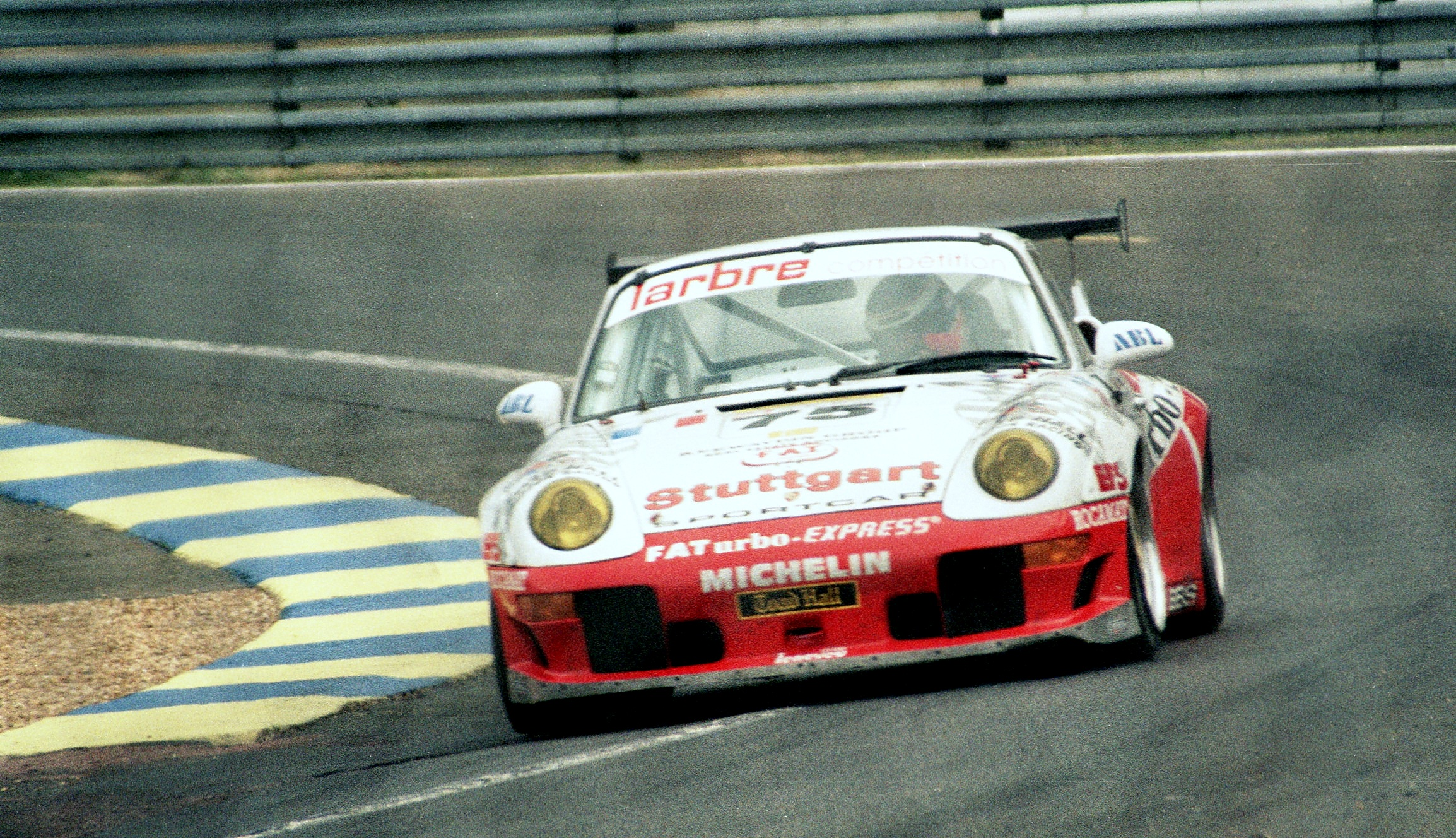
Der Porsche 911 GT2 von Patrick Bourdais, André Lara Resende und Peter Kitchak beim 24-Stunden-Rennen von Le Mans 1997

Peter Ramon Kitchak (* 9. Juli 1941 in Duluth) ist ein US-amerikanischer Winzer und ehemaliger Autorennfahrer.

## Karriere als Rennfahrer
Peter Kitchak kam spät zum Motorsport. Erst im Alter von 55 Jahren begann der vermögende US-Amerikaner 1996 Sportwagenrennen zu fahren. Er ging der SCCA-Sportwagenserie an den Start und wechselte 1997 in die IMSA-GT-Meisterschaft. Kitchak bestritt in erster Linie international bekannte Sportwagenrennen, wie das 24-Stunden-Rennen von Daytona, das 12-Stunden-Rennen von Sebring und das 24-Stunden-Rennen von Le Mans. 
Sein größter Erfolg war der vierte Endrang beim 24-Stunden-Rennen von Daytona 1998. Kitchak war Mitglied einer Fünf-Fahrer-Mannschaft, bestehend aus Kitchak, Toni Seiler, Wido Rössler, Angelo Zadra und Franz Konrad. Konrad war Eigentümer des Einsatzfahrzeugs; er meldete für Konrad Motorsport einen Porsche 911 GT2. Der vierte Rang im Schlussklassement bedeutete auch den Sieg in der GT2-Klasse.
Bei allen drei Le-Mans-Einsätzen erreichte er nicht die Zielflagge und in Sebring war sein bestes Ergebnis der 12. Rang 1997.

## Weinbauer
2005 eröffnete er gemeinsam mit seiner Ehefrau Patricia im Napa Valley ein Weingut. Kitchak Cellars keltert und vertreibt typische Napa-Valley-Weine wie Cabernet Franc und Cabernet  Sauvignon. 

## Statistik

### Le-Mans-Ergebnisse
| Jahr | Team               | Fahrzeug        | Teamkollege      | Teamkollege        | Platzierung | Ausfallgrund    |
| ---- | ------------------ | --------------- | ---------------- | ------------------ | ----------- | --------------- |
| 1997 | Larbre Compétition | Porsche 911 GT2 | Patrick Bourdais | André Lara Resende | Ausfall     | Getriebeschaden |
| 1998 | Konrad Motorsport  | Porsche 911 GT2 | Toni Seiler      | Angelo Zadra       | Ausfall     | Zylinderschaden |
| 1999 | Konrad Motorsport  | Porsche 911 GT2 | Franz Konrad     | Charles Slater     | Ausfall     |                 |

### Sebring-Ergebnisse
| Jahr | Team              | Fahrzeug        | Teamkollege    | Teamkollege   | Platzierung | Ausfallgrund |
| ---- | ----------------- | --------------- | -------------- | ------------- | ----------- | ------------ |
| 1997 | Martin Snow       | Porsche 911 GT2 | Martin Snow    | Philip Collin | Rang 12     |              |
| 1998 | Konrad Motorsport | Porsche 911 GT2 | Wido Rössler   | Matt Turner   | Ausfall     | Motorschaden |
| 1999 | Konrad Motorsport | Porsche 911 GT2 | Charles Slater | Mike Hezemans | Rang 16     |              |